# Johan Henrik Wilhelm Steinnordh
Johan Henrik Wilhelm Steinnordh, född 7 april 1809 i Norrköping, Östergötlands län, död 30 januari 1897 i Linköpings församling, Östergötlands län, var en svensk lektor och präst.

## Biografi
Johan Henrik Wilhelm Steinnordh föddes 1809 i Norrköping. Han var son till klädesfabrikören Lorentz Henric Steinnordh och Sophia Carolina Lutteman. Steinnordh studerade i Norrköping och Linköping. Han blev höstterminen 1829 student vid Uppsala universitet och promoverades 16 juni 1836 till filosofie magister. Steinnordh avlade vårterminen 1840 teologie kandidatexamen och prästvigdes 13 december 1840 i Slottskyrkan i Stockholm. Han blev 6 maj 1846 gymnasieadjunkt vid Linköpings gymnasium, tillträdde höstterminen 1846 och blev 10 juli 1854 lektor i historia och geografi vid Linköpings gymnasium. Steinnordh till fullmakt till samma tjänst vid läroverket omorganisation 8 december 1858 och var även från 23 december 1859 rektor vid läroverket. Han blev 14 juli 1856 teologie doktor i Erlangen, då kungen lämnade sitt bifall 12 december samma år. Steinnordh tog avsked från tjänsten som rektor 30 december 1864, med slutdatum 1 maj 1865 och blev samma år ledamot av Nordstjärneorden. Han tog avsked från tjänsten som lektor 7 april 1883 med pension. Steinnordh blev filosofie jubeldoktor 1886. Han avled 1897 i Linköping och begravdes på gamla griftegården i Linköping, där han några år före sin död lät resa sin egen minnesvård.
Han var även sekreterare i stiftets bibelsällskap 1847—1857, examinator i prästexamen och pastoralexamen 1857—1885 och inspektor för Linköpings seminarium 1858—1864 samt 1884—1885.
Doktor Steinnordh, som var ledamot av samfundet för utgivande av handskrifter rörande Skandinaviens historia och  en mängd in- och utländska sällskap, företog en utrikes resa till Danmark, Tyskland och Schweiz 1856, då han besökte universiteten i Köpenhamn, Bonn, Heidelberg, Leipzig och Erlangen.

### Familj
Steinnordh gifte sig 23 juli 1850 med Adelaïde Ohrling (1818–1911), dotter till kyrkoherden Carl Peter Ohrling i Väderstads församling och Catharina Theodora Acharius. De fick tillsammans dotter Emma Teodora Steinnordh (född 1851) som var gift med godsägaren Hjalmar Liedberg på Bjursunds säteri i Loftahammar.